# Нидервиль (Аргау)

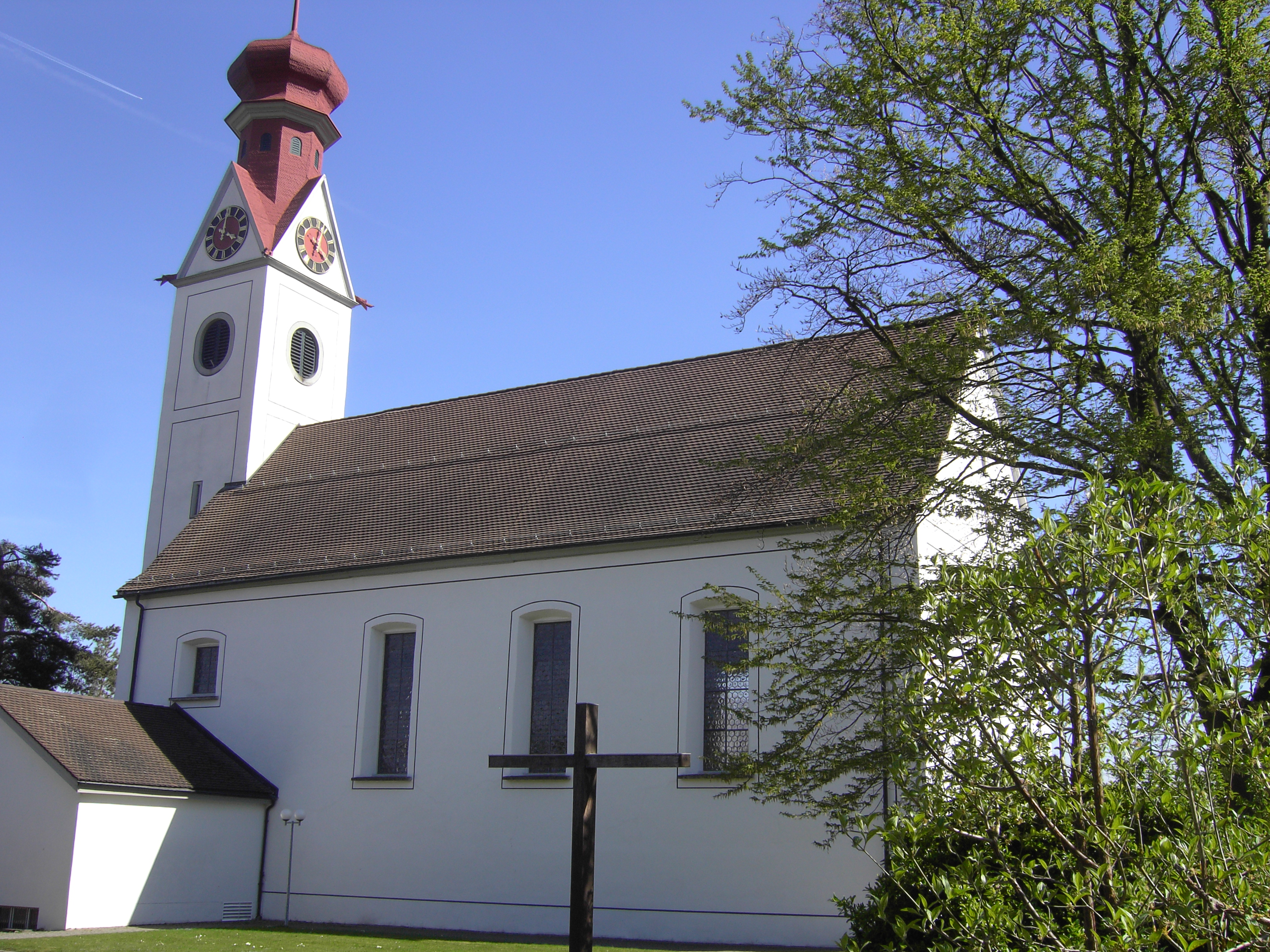
Римско-католическая церковь

Нидервиль (нем. Niederwil AG) — коммуна в Швейцарии, в кантоне Аргау.
Входит в состав округа Бремгартен. Население составляет 2367 человек (на 31 декабря 2007 года). Официальный код — 4072.